# Scuola dei Varoteri
La Scuola dei Varoteri è un'architettura di Venezia, ubicata nel sestiere di Dorsoduro, in mezzo al Campo Santa Margherita, già sede di una scuola d'arti e mestieri.

## Storia
Fu sede della confraternita dei pellicciai, in lingua veneziana Varoteri  o Vajati, fondata nel 1312 presso la chiesa dei Crociferi, l'attuale chiesa dei Gesuiti. Nel 1501 la scuola si accordò con i religiosi per costruire un edificio per loro scuola. Quando nel 1657 i Gesuiti furono riammessi a Venezia e poterono acquistare dalla repubblica l'intero complesso dei Crociferi, decisero ricostruire e di ampliare l'antica chiesa con il conseguente abbattimento dell'edificio della scuola. Nel 1723 il senato autorizzò i Varoteri a ricostruire la scuola, così com'era, a Santa Margherita. I Gesuiti, dal canto loro, risarcirono l'Arte con 1900 ducati e riconsegnarono gli arredi della vecchia scuola nel 1724. I confratelli poterono trasferirvisi nel 1725. Nel 1808, al momento della soppressione, l'arte possedeva, oltre ad una pala d'altare, altri tredici quadri di cui due considerati «di pregio».
Successivamente venne adibita a deposito di carbone, a cinematografo (1910-1915) ed a scuola di mistica fascista.

## Descrizione

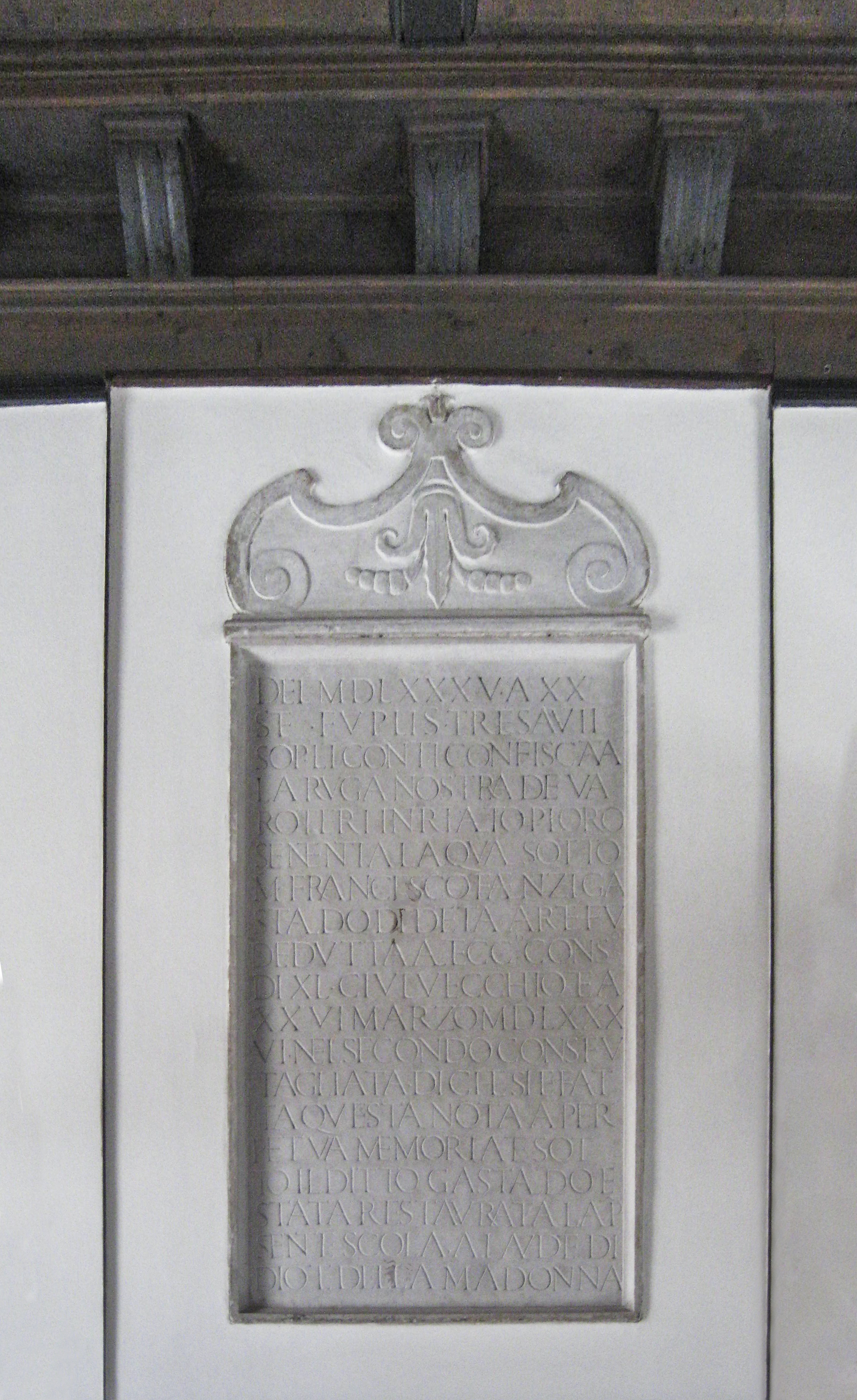
Iscrizione all'interno del pianterreno

L'edificio, di piccole dimensioni, si presenta a pianta rettangolare, con le due facciate maggiori rivolte a nord e a sud, quest'ultima un tempo sul rio della Scoazzera, interrato nel XIX secolo.
Sulla facciata nord, a livello del primo piano, un grande bassorilievo incorniciato rappresenta Madonna col Bambino e confratelli pellicciai che risale al 1501, proveniente dalla vecchia scuola presso la chiesa di Santa Maria dei Crociferi, a Cannaregio, in luogo della quale venne costruita nel XVIII secolo la Chiesa di Santa Maria Assunta detta i Gesuiti.